# Nezamyslice u Horažďovic

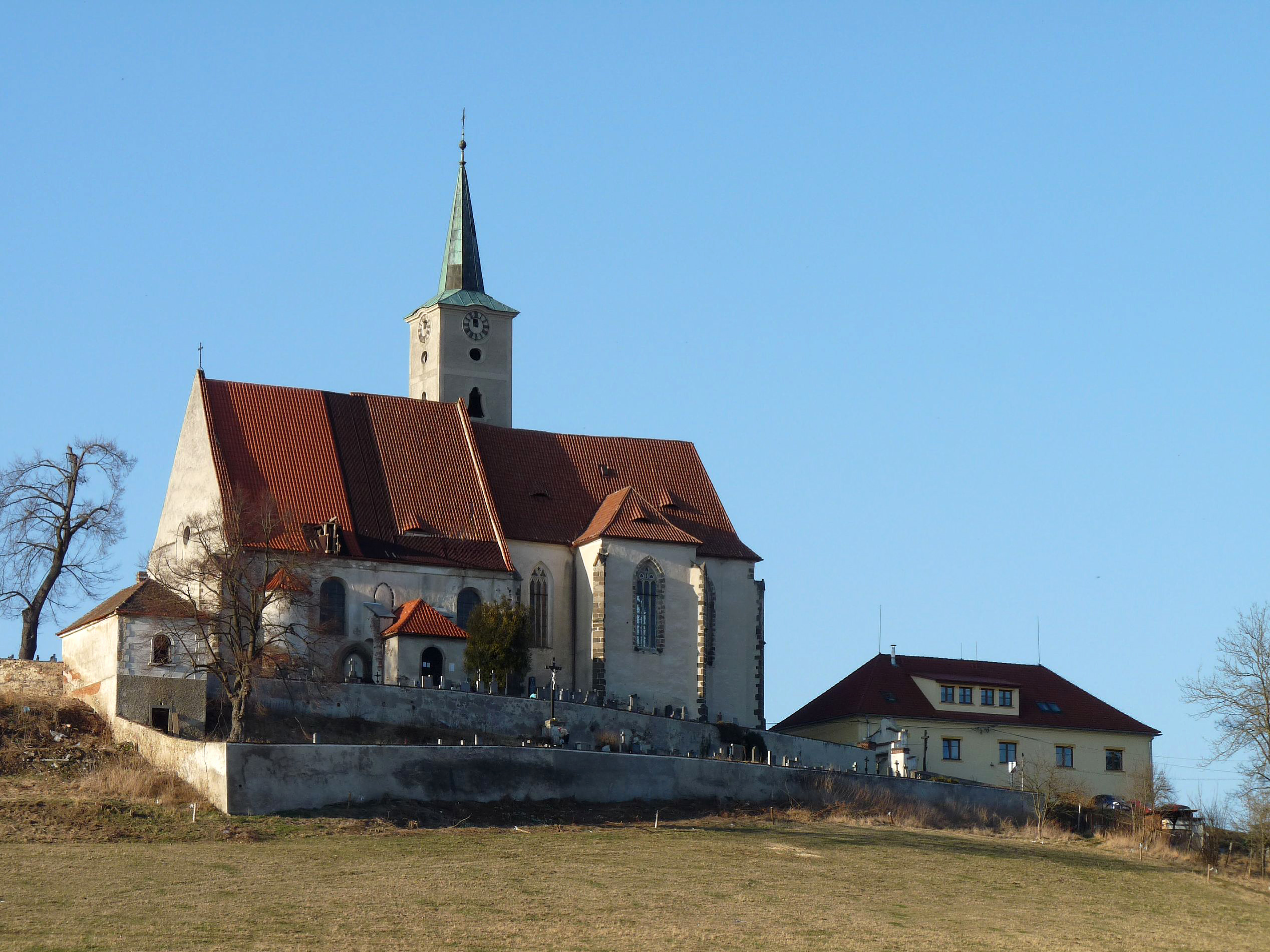
Kirche Mariä Himmelfahrt

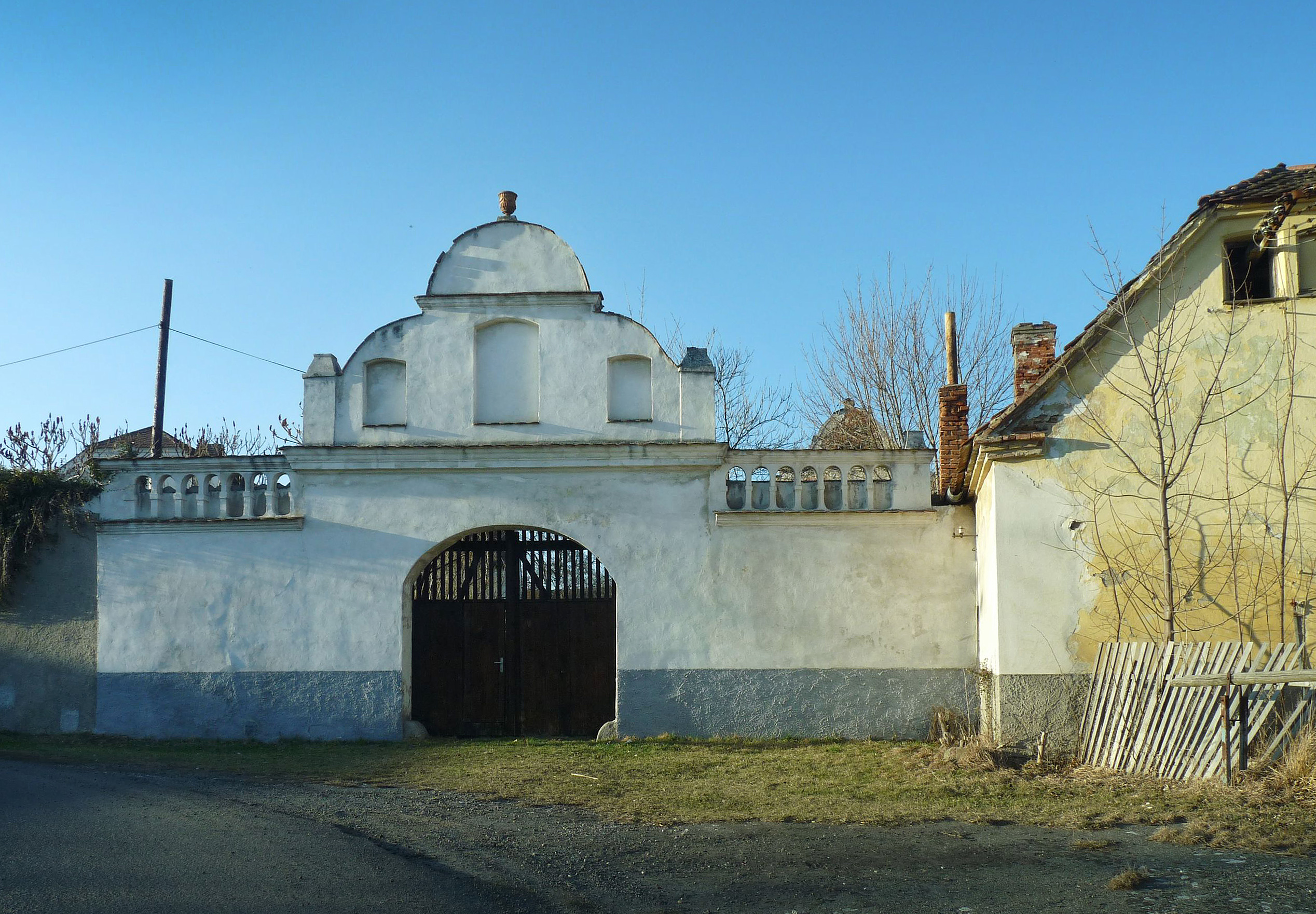
Alter Pfarrhof

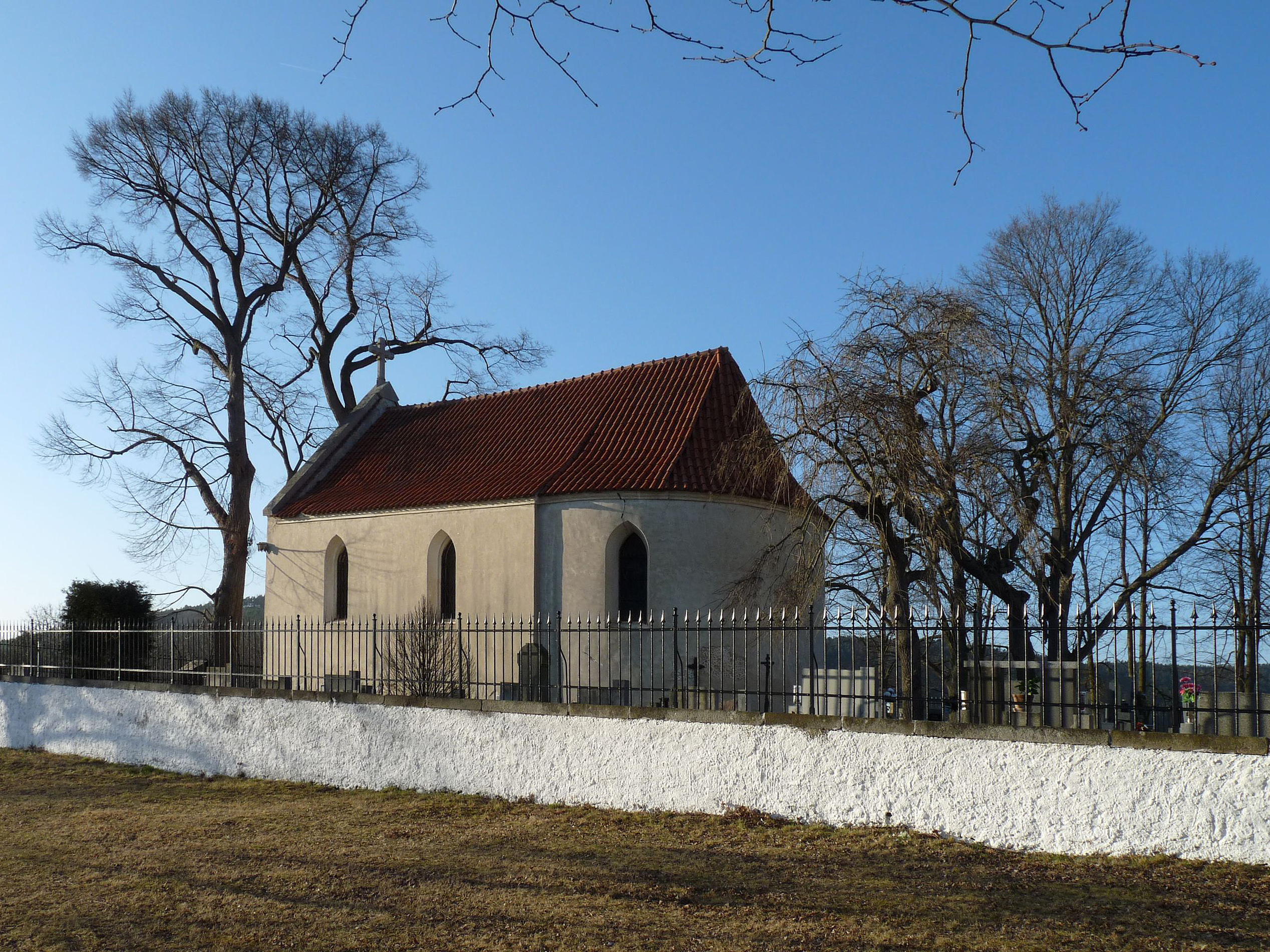
Kapelle St. Erasmus, Grablege der Fürsten Lamberg

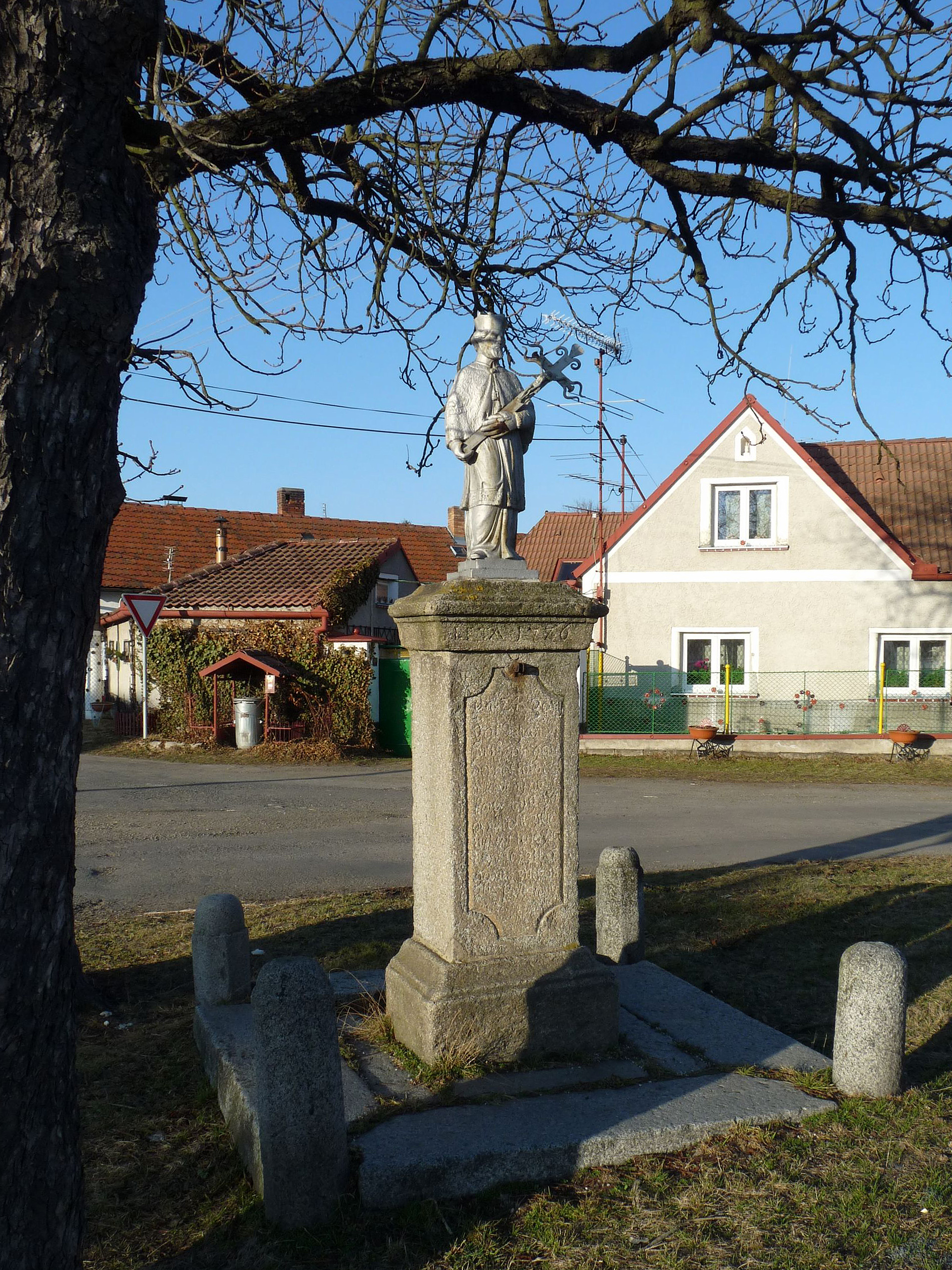
Statue des hl. Johannes von Nepomuk

Nezamyslice (deutsch Nesamislitz, früher Nezamislitz) ist eine Gemeinde in Tschechien. Sie liegt sieben Kilometer südwestlich von Horažďovice und gehört zum Okres Klatovy.

## Geographie
Nezamyslice befindet sich in den Šumavské podhůří (Böhmerwaldvorland). Gegen Westen liegen die Teiche Panský nezamyslický rybník, Panský nový rybník und Chobot. Nördlich erheben sich die Pucanka (607 m) und die Hraštice (573 m), im Osten der Stráž (584 m), südöstlich die Tesený (547 m), im Süden der Želenov (664 m), südwestlich die Stráně (571 m) und der Dědkův kůň (574 m), im Westen die Doubrava (513 m) und die Nětice (517 m) sowie nordwestlich der Kuneš (506 m) und der Kozník (637 m).
Nachbarorte sind Velké Hydčice und Hejná im Norden, Boubín, Karlovce, Veřechov und Kejnice im Nordosten, Nové Dvory, Kladruby, Novosedly, Štěchovice und Přípilka im Osten, Volenice, Mrkosín, Frymburk und Krejnice im Südosten, Damětice, Mačice, Bukovník und Domoraz im Süden, Bešetín, Podmokly und Čímice im Südwesten, Dobršín und Žichovice im Westen sowie Rabí und Bojanovice im Nordwesten.

## Geschichte
Die erste schriftliche Erwähnung von Nezamyslice erfolgte in einer Schenkungsurkunde des Herzogs Břetislav I. über 17 Dörfer des Prachiner Kreises vom 18. Oktober 1045 an das Benediktinerstift Breunau, bei der es sich jedoch um ein Breunauer Falsifikat aus dem 13. Jahrhundert handelt. Die Benediktiner ließen in Nezamyslice ein Tochterkloster errichten, zu dem die Klosterhöfe Nezamyslice und Žichovice, eine vierradige Mühle in Malé Hydčice, die Mühle in Staníkov mit zwei Mühlrädern und zwei weiteren Wasserrädern für die Goldseifen in der Otava sowie weitere Mühlen in Žichovice, Olešovice und Staníkov gehörten. Auf dem St. Carolusberg über dem Dorf ließ der Breunauer Abt im 13. Jahrhundert eine Pfarrkirche anlegen. Vor der ersten Belagerung der Burg Rabí durch die Hussiten wurde das Kloster im Jahre 1420 durch das Heer von Jan Žižka niedergebrannt. Sieben Benediktiner wurden von den Aufständischen verschleppt und vor den Burgmauern von Rabí auf Scheiterhaufen verbrannt.
Da auch das Mutterkloster zu Beginn der Hussitenkriege zerstört worden war, überließ Kaiser Sigismund die Güter des ehemaligen Klosters Nezamyslice in den 1420er Jahren an die Brüder von Riesenberg, die zu dieser Zeit auch die Herrschaft Raby als Pfand erhielten. Nezamyslice wurde an Raby angeschlossen und ging 1437 schließlich in das Eigentum der Herren von Riesenberg über. Diese trennten Nezamyslice im Jahre 1525 wieder von Raby ab und schlugen das Gut ihrer Herrschaft Žichovice zu. Um 1630 stiftete Heinrich Liebsteinsky von Kolowrat in Nezamyslice ein Spital für vier Pfründler. Franz von Kolowrat-Krakowsky veräußerte die Herrschaft Žichovice 1707 an Johann Philipp von Lamberg. Dieser erwarb im Jahr darauf noch die Herrschaft Raby und 1710 die Herrschaft Žihobce. Ihn beerbte Franz Anton Reichsfürst von Lamberg, der die vereinigten Güter im Jahre 1716 zu einem Fideikommiss erhob. Danach folgte 1760 dessen Sohn Johann Friedrich Reichsfürst von Lamberg, der 1797 ohne Nachkommen verstarb. Durch das Erlöschen der reichsfürstlichen Linie fielen deren Würde, Güter und Ämter 1804 an Johann Friedrichs Neffen Karl Eugen († 1831) aus der jüngeren Linie der Lamberger, der damit zum Reichsfürsten von Lamberg, Freiherrn von Ortenegg und Ottenstein auf Stöckern und Amerang erhoben wurde. Sein ältester Sohn Gustav Joachim Fürst von Lamberg trat das Erbe 1834 an.
Im Jahre 1838 bestand Nezamislitz aus 52 Häusern mit 355 tschechischsprachigen Einwohnern. Unter dem Patronat der Obrigkeit standen die Pfarrkirche Mariä Himmelfahrt, die Kapelle zum hl. Karl Borromäus, die Pfarrei und die Schule. Außerdem gab es in Nezamislitz ein herrschaftliches Spital und ein Wirtshaus, abseits lag eine Schäferei. Nezamislitz war Pfarrort für Zimitz, Schichowitz, Damnietitz (Damětice), Domoras, Frimburg, Koynitz und Heyna. Bis zur Mitte des 19. Jahrhunderts blieb Nezamislitz immer der Fideikommissherrschaft Schichowitz samt den Gütern Raby, Budietitz, Žihobetz und Stradal untertänig.
Nach der Aufhebung der Patrimonialherrschaften bildete Nezamyslice / Nezamyslitz ab 1850 eine Gemeinde im Gerichtsbezirk Schüttenhofen. Ab 1868 gehörte die Gemeinde zum Bezirk Schüttenhofen. Im Zuge der Aufhebung des Okres Sušice kam Nezamyslice 1960 zum Okres Klatovy. Im 1. Juli 1980 wurde Nezamyslice nach Žichovice eingemeindet. Seit dem 1. Jänner 1992 besteht die Gemeinde Nezamyslice wieder.

## Gemeindegliederung
Für die Gemeinde Nezamyslice sind keine Ortsteile ausgewiesen. Zu Nezamyslice gehört die Einschicht Lázna.

## Sehenswürdigkeiten
- Wallfahrtskirche Mariä Himmelfahrt, auf dem St. Carolusberg nordwestlich über dem Dorf. Der ursprünglich romanische Bau wurde im 13. Jahrhundert durch die Breunauer Benediktiner errichtet. Im 14. Jahrhundert erfolgte eine Erweiterung, das weithin sichtbare hell getünchte Bauwerk wurde danach im Volksmund als die Weisskirche bezeichnet. Bei einem weiteren Umbau des Schiffes entstand 1380 das schmuckreiche sogenannte diamantene Gewölbe, das in seiner Bauart in Böhmen nur an zwei Orten vorkommt. Der neogotische Hauptaltar ist ein Werk des Bildhauers Josef Mocker aus dem 19. Jahrhundert. Um die Kirche befindet sich ein Friedhof.
- Kapelle St. Erasmus auf dem Friedhof. Sie entstand in der ersten Hälfte des 17. Jahrhunderts und war ursprünglich dem hl. Karl Borromäus geweiht. Im Jahre 1808 ließen die Fürsten von Lamberg in der Kapelle die fürstlich Lambergsche Familiengruft errichten. 1860 wurde die Kapelle zum Familienpantheon der Fürsten Lamberg umgestaltet. Im Inneren befinden sich Grabsteine von Angehörigen des Geschlechts von Lamberg aus dem 16. Jahrhundert, die aus Salzburg überführt wurden sowie Kenotaphen für Persönlichkeiten der Familie. Die künstlerische Ausgestaltung übernahm der Holzschnitzer Johann Rint. Mit der Kapelle ist auch die Sage von der Schwarzen Käthe verbunden; sie geht zurück auf Katharina von Lamberg, deren silberner Sarg aus der Kapelle gestohlen wurde.
- Statue des hl. Johannes von Nepomuk
- Nischenkapelle der Jungfrau Maria von Lourdes
- Kreuz an der Straße nach Frymburk
- Panský nezamyslický rybník (Nesamislitzer Großteich), der 29 ha große Teich wird von den Bächen Nezamyslický potok und Damětický potok gespeist.
- Hügel Stráž, archäologische Fundstätte